# Rafael Amaya
Rafael Amaya (n. 28 februarie 1977, Hermosillo, Mexic) este un actor mexican.